# El muro (canción)
«El muro» es la tercera pista y primer sencillo del disco Manzana que lanzaron Los Prisioneros en 2004 con su nueva formación: Jorge González, Gonzalo Yáñez, Miguel Tapia y Sergio Badilla. Se lanzó el 17 de agosto de 2004 en Chile, alcanzando un éxito mediano en radios.

## Canción
«El muro» trata sobre los efectos de la inmigración clandestina de latinoamericanos hacia Norteamérica, que ha traído como consecuencia la construcción de un muro que divide a México de Estados Unidos y que año a año se cobra la vida de centenares de personas. La canción es un llamamiento a «derribar» el muro americano, tal como se hizo en su día con el muro de Berlín. 

Pinten el muro,
salten el muro,
besen el muro,
coman del muro,
corten el muro... por la mitad.
Los Prisioneros, «El muro»

## Video
El video muestra a la banda en un jeep, acercándose a una reja que simula ser la frontera entre México y Estados Unidos. El video tuvo una mediana rotación en canales de televisión chilenos como Vía X.